# Paracaudina delicata
Paracaudina delicata is een zeekomkommer uit de familie Caudinidae.
De wetenschappelijke naam van de soort werd in 1992 gepubliceerd door David Pawson & Yulin Liao.